# 新潟県道577号結東上郷宮野原線
新潟県道577号結東上郷宮野原線（にいがたけんどう577ごう けっとうかみごうみやのはらせん）は、新潟県中魚沼郡津南町内を通る一般県道である。

## 概要

### 路線データ
- 起点：新潟県中魚沼郡津南町大字結東字午
- 終点：新潟県中魚沼郡津南町大字上郷宮野原字下加用（新潟県道251号加用今新田津南停車場線交点）

## 地理

### 通過する自治体
- 新潟県中魚沼郡津南町

### 接続する道路
- 津南町道（起点：津南町大字結東字午）
- 新潟県道251号加用今新田津南停車場線（終点：津南町大字上郷宮野原字下加用）

### 周辺
- 中津川
- 高野山ダム
- 高倉山（標高 1,330m）
- 堺郵便局（長野県下水内郡栄村）